# Lão Tử Hóa Hồ Kinh
Lão Tử Hóa Hồ Kinh là một tác phẩm của đạo sĩ Vương Phù (tức Cơ Công Thứ) sống đời Tây Tấn (265-316) ở Trung Quốc. Nội dung chủ yếu của Hóa Hồ Kinh là kể lại câu chuyện dẫn Quan Lệnh Doãn Hỉ đi sang hướng tây, vào nước Thiên Trúc (Ấn Độ), Hóa thành Phật Đà, lập ra Phù Đồ giáo (tức Phật giáo).

## Hoàn cảnh sáng tác
Năm cuối triều vua Huệ Đế (tại vị: 290-306) đời Tây Tấn, một danh tăng tên là Bạch Viễn (tự là Pháp Tổ) đã bác bỏ thuyết Lão Tử Hóa Hồ. Thần Tiên Truyện cho rằng Lão Tử đi về núi Côn Lôn và Tây Thăng Kinh cho rằng Lão Tử bay về hướng tây truyền đạo ở Ấn Độ (Hóa Hồ). Thuyết Lão Tử Hóa Hồ thực sự bắt đầu xuất hiện từ đời Đông Hán thời vua Hoàn Đế. Bạch Viễn và Vương Phù tranh luận nhau. Vương Phù thua bèn sáng tác quyển Lão Tử Hóa Hồ Kinh để bênh vực quan điểm của mình. Tấn Thế Tạp Lục (khoảng đầu thế kỷ 5) chép: "Đạo sĩ Vương Phù đã từng tranh luận với sa môn Bạch Viễn và cãi thua. Sau đó họ Vương mới cải biến Tây Vực Truyện thành Hóa Hồ Kinh, nói rằng Doãn Hỉ đi theo Lão Tử sang Tây Vực giáo hóa rợ Hồ và thành Phật. Đạo Phật bắt đầu từ đó."

## Các quyển
Lão Tử Hóa Hồ Kinh chỉ có một quyển, người đời sau tăng bổ thành 10 quyển. Thông Chí Nghệ Văn Lược ghi là 10 quyển, Quận Trai Độc Thư Chí (của Triều Công Vũ) quyển 16, ghi là 10 quyển, Văn Hiến Thông Khảo quyển 224 cũng ghi là có 10 quyển. Tất cả đều chú dẫn Tam Quốc Chí Chú (của Bùi Tùng Chi), Tân Đường Thư Nghệ Văn Chí, v.v. nói về nguyên nhân phát sinh cố sự Hóa Hồ thành Phật và cuộc tranh luận về sự chân ngụy của Hóa Hồ Kinh. Bản Đôn Hoàng Lão Tử Hóa Hồ Kinh 10 quyển bị hư hoại, chỉ còn giữ được quyển 2, 8, và 10.

## Ảnh hưởng
Lão Tử Hóa Hồ Kinh ra đời, làm nảy sinh một đại công án tôn giáo kéo dài gần 1000 năm. Bên Đạo giáo cố gắng chứng minh rằng Đạo giáo có trước Phật giáo, và Lão Tử hóa thành Phật mở đạo Phật tại Ấn Độ. Họ sáng tác thêm một số tác phẩm để bênh vực quan điểm như: Huyền Diệu Nội Thiên, Xuất Tái Ký, Quan Lệnh Doãn Hỉ Truyện, Văn Thủy Nội Truyện, Lão Quân Thiên Khai Kinh, v.v. Bên Phật giáo ngoài việc chứng minh sự việc Hóa Hồ Kinh là hư ngụy, họ còn sáng tác những quyển như Chu Thư Dị Ký, Hán Pháp Bản Nội Truyện... chứng minh rằng Phật Thích Ca là sư phụ của Khổng Tử và Lão Tử. Đến đời Đường Cao Tông, và sau là thời Vũ Chu (thời Võ Tắc Thiên xưng đế, đổi quốc hiệu là Chu), chư tăng xin triều đình cấm và hủy bỏ Hóa Hồ Kinh. Mặc dù bát đại học sĩ tâu rằng kinh này không có gì tà ngụy nhưng triều đình cũng hai lần hạ lệnh đốt bỏ (dưới triều Cao Tông và dưới triều Vũ Hậu). Nhưng bấy giờ mệnh lệnh không nghiêm, Hóa Hồ Kinh vẫn tiếp tục lưu hành. Đến đời Nguyên, dưới triều vua Hiến Tông (tại vị 1251-1260) và Thế Tổ (tại vị 1260-1295), Toàn Chân đạo xâm chiếm chùa miếu và điền sản của Phật giáo. Phật giáo lại đem Lão Tử Hóa Hồ Kinh ra tố cáo là ngụy kinh. Thêm một lần nữa Phật giáo và Đạo giáo lại tranh luận kịch liệt. Năm thứ 8 (tức 1259) vua Hiến Tông và năm Chí Nguyên 18 (tức 1282) vua Thế Tổ, Toàn Chân đạo hai lần biện luận đại bại, và Nguyên triều hai lần hạ lệnh đốt bỏ đạo kinh. Lão Tử Hóa Hồ Kinh từ đó bị đốt mất. Chính Thống Đạo Tạng và Vạn Lịch Tục Đạo Tạng đời nhà Minh đều không ghi chép Hóa Hồ Kinh.